# (17279) Jeniferevans
(17279) Jeniferevans (2000 LX27) – planetoida z pasa głównego asteroid okrążająca Słońce w ciągu 4,16 lat w średniej odległości 2,59 j.a. Odkryta 6 czerwca 2000 roku.